# Клеменс Брентано
Клеменс Венцеслаус Брентано (на немски: Clemens Wenzeslaus Brentano) е германски поет и белетрист. Той е значим лирик и разказвач на приказки, а обширното му творчество обхваща също драми и романи.

## Живот
Клеменс Брентано е роден в Еренбрайтщайн (днес Кобленц) край река Рейн в семейството на богат търговец от италиански произход. Противно на желанието на баща си да поеме търговско поприще, Брентано следва минно дело и стопански науки в Хале и медицина в Йена, но скоро се отдава на литературните си наклонности и се сближава с писателите Виланд, Хердер, Гьоте и Тик.
През 1801 г. Брентано започва да следва философия в Гьотинген и там завързва сърдечно приятелство с поета Ахим фон Арним, с когото през 1802 година предприема пътуване по долината на Рейн. В края на тази обиколка Брентано написва „Веселите музиканти“. През същата година започва да пише и хрониката си „Из хрониката на един пътуващ ученик“, положена върху личните впечатления на младия писател, но написана в духа на средновековните хроники. Незавършен фрагмент от повестта излиза едва през 1818 г., като през следващите десетилетия оказва силно въздействие върху немската проза от хроникален тип с умело претворения архаизиран стил. По време на пребиваването си в Гьотинген, Брентано започва работа над комедията си „Понсе де Леон“ (1804).
Вече в Хайделберг Брентано и Фон Арним издават прочутия сборник от стари немски народни песни „Вълшебният рог на момчето“ в три тома (1806 – 1808) и с това поставят началото на Хайделбергската романтическа школа.
Като личност Клеменс Брентано е романтически тип с постоянната си неуседналост, със склонността си към усамотение и с влюбчивостта, тласкаща го към необмислени постъпки. Първооткривател е и на „рейнската романтика“ – сюжетите в немския романтизъм, свързани с голямата река. Много подробни сюжети Брентано разработва както в поезия, така и в проза. Той се нарежда и сред създателите на немската и европейската криминална проза заедно с Тийк и Хофман. Поетът създава образци на любовната, духовната и мистичната лирика, балади и песни в народен стил. След години на депресии и вътрешна обърканост, прекарани в Берлин, Прага и Виена, Клеменс Брентано се отдава на религиозен мистицизъм и се отказва от светската поезия.
От творбите на Брентано блика богато, често извънмерно въображение. Поетът създава образци на любовната, духовната и мистичната лирика, балади и песни в народен стил. Смятан е за класик на християнската литература с книгите си за Дева Мария и тритомника „Печалните страсти на нашия Господ Исус Христос“, публикуван едва през 1858 – 1860 г.

## Признание
В чест на поета град Хайделберг учредява през 1993 г. престижната литературна награда „Клеменс Брентано“.
По „Печалните страсти на нашия Господ Исус Христос“ режисьорът Мел Гибсън създава филма „Страстите Христови“ (2004).
Вечерна серенада
Чуй, пак флейтата ридае,

Хладният поток ехти!

Златен звук ще ни омае,

Тихо, тихо, не шепти!

Мила дума, ласка нежна,

Ах, сърцето не мълчи!

Сред нощта, в тъма безбрежна,

Звуците са рой лъчи!

1802